# Szászmagyarós
Szászmagyarós (románul: Măieruș, németül: Nußbach, szászul Nassbich) falu Romániában, Erdélyben, Brassó megyében, a Barcaságban.

## Fekvése
Az Olt bal partján, Brassótól 30 km-re északra, az E60-as országút mentén fekszik.

## Nevének eredete
Magyar neve a mogyoró szóból való. Német nevének jelentése is „mogyorós patak”. A román név a magyarból való. Először egy 1377-ből való oklevél említi, villa nucum néven (latinos formában). Később 1427-ben Monyoros, 1476-ban Nozbach, 1547-ben Monyaros és 1561-ben Mogyoros.

## Története
1510-ben tanítómestere volt. 1512-ben a szemközti parton fekvő Bölönnel közösen révet állított fel az Olton. 1599–1600-ban Vitéz Mihály seregei kétszer is kifosztották, 1611. július 11-én Radu Șerban seregei, 1658-ban a tatárok gyújtották föl, 1690-ben a császári csapatok dúlták. Az 1718–1719-es pestisjárvány után költöztek a faluba románok. 1874-ben bekapcsolódott a vasúthálózatba. 1945-ben 136 szászt vittek szovjetunióbeli kényszermunkára, közülük 14-en haltak meg ott. A faluból elszármazott szászok szövetsége 1985-ben alakult meg a bajorországi Dinkelsbühlben, de 1989-ben még 635 szász lakott a faluban. Többségük az 1990-es évek elején vándorolt ki. A romániai településrendezési tervek az 1970-es években Brassó megye mintafalvává tették.

## Népessége
- 1760–65-ben 849 lakosából 564 volt német, 245 román és 110 cigány.[4]
- 1850-ben 1478 lakosából 939 volt német, 390 román és 147 cigány nemzetiségű; 941 evangélikus és 537 ortodox vallású.
- 1893-ban itt élt a lakosság számarányában a legtöbb cigány Brassó vármegyében – 170 fő; az 1392 lakosból (12%).
- 1900-ban 1483 lakosából 920 volt német, 502 román, 58 magyar nemzetiségű; 939 evangélikus, 512 ortodox és 15 református vallású. Az adatfelvétel időpontjában a lakosság 7%-a külföldön tartózkodott. 64%-uk tudott írni-olvasni és a nem magyar anyanyelvűek 38%-a beszélt magyarul.
- 2002-ben a faluban 1632 lakost találtak, közülük 1080-an vallották magukat román, 414-en roma, 110-en német és 28-an magyar nemzetiségűnek; 1440-en ortodox, 114-en evangélikus és 36-an pünkösdista vallásúnak.

## Látnivalók
- Evangélikus erődtemploma eredetileg a 14–15. században, gótikus stílusban épült. A 15. században vették körül hat–nyolc méter magas várfallal. 1573-ban leégett, ezután tetőszerkezetét átalakították. Egy földrengés után, 1791–1793-ban szentélyét lebontották és a helyén meghosszabbították a hajót. Tornyát 1632-ben és 1842-ben alakították át. A várfal északi szakaszát 1900-ban lebontották.
- Ortodox temploma a 18. században épült.

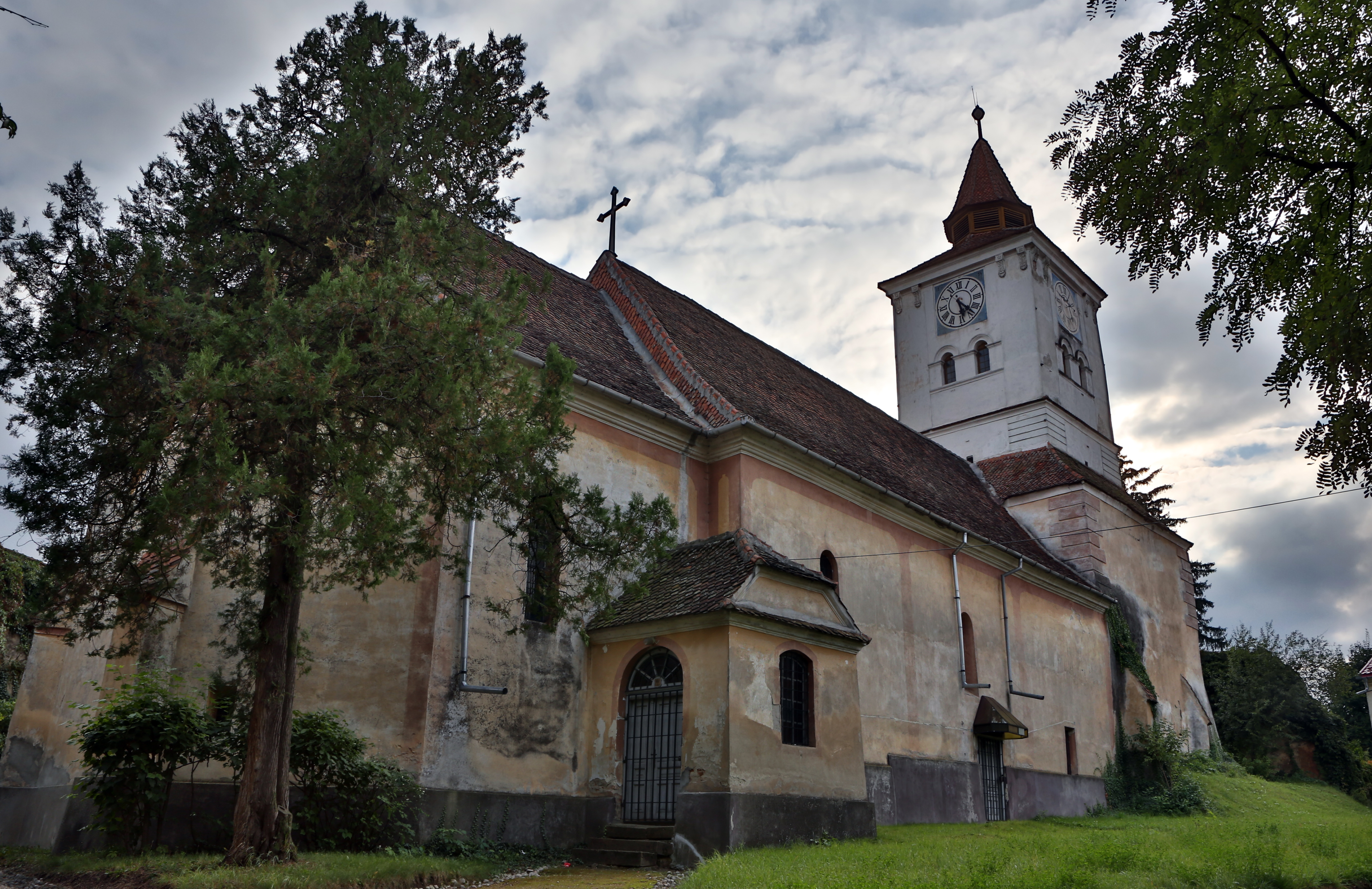
Az evangélikus templom